# Vassens
Vassens és un municipi francès situat al departament de l'Aisne i a la regió dels Alts de França. L'any 2007 tenia 165 habitants.

## Demografia

### Població
El 2007 la població de fet de Vassens era de 165 persones. Hi havia 54 famílies de les quals 12 eren unipersonals (12 homes vivint sols), 21 parelles sense fills i 21 parelles amb fills.
La població ha evolucionat segons el següent gràfic:
Habitants censats

### Habitatges
El 2007 hi havia 80 habitatges, 56 eren l'habitatge principal de la família, 16 eren segones residències i 7 estaven desocupats. Tots els 79 habitatges eren cases. Dels 56 habitatges principals, 49 estaven ocupats pels seus propietaris i 7 estaven llogats i ocupats pels llogaters; 1 tenia una cambra, 2 en tenien dues, 9 en tenien tres, 11 en tenien quatre i 32 en tenien cinc o més. 42 habitatges disposaven pel capbaix d'una plaça de pàrquing. A 21 habitatges hi havia un automòbil i a 31 n'hi havia dos o més.

### Piràmide de població
La piràmide de població per edats i sexe el 2009 era:
| Homes | Edats   | Dones |
| ----- | ------- | ----- |
| 0     | 95 o +  | 0     |
| 0     | 90 a 94 | 0     |
| 0     | 85 a 89 | 4     |
| 0     | 80 a 84 | 0     |
| 0     | 75 a 79 | 0     |
| 0     | 70 a 74 | 4     |
| 4     | 65 a 69 | 4     |
| 0     | 60 a 64 | 0     |
| 0     | 55 a 59 | 4     |
| 4     | 50 a 54 | 4     |
| 4     | 45 a 49 | 0     |
| 4     | 40 a 44 | 4     |
| 4     | 35 a 39 | 4     |
| 8     | 30 a 34 | 0     |
| 12    | 25 a 29 | 8     |
| 0     | 20 a 24 | 12    |
| 0     | 15 a 19 | 8     |
| 4     | 10 a 14 | 4     |
| 4     | 5 a 9   | 4     |
| 8     | 0 a 4   | 8     |

## Economia
El 2007 la població en edat de treballar era de 102 persones, 80 eren actives i 22 eren inactives. De les 80 persones actives 63 estaven ocupades (40 homes i 23 dones) i 16 estaven aturades (5 homes i 11 dones). De les 22 persones inactives 5 estaven jubilades, 7 estaven estudiant i 10 estaven classificades com a «altres inactius».

### Ingressos
El 2009 a Vassens hi havia 59 unitats fiscals que integraven 171 persones, la mediana anual d'ingressos fiscals per persona era de 14.846 €.

### Activitats econòmiques
Dels 5 establiments que hi havia el 2007, 1 era d'una empresa extractiva, 1 d'una empresa de fabricació d'altres productes industrials, 2 d'empreses de construcció i 1 d'una empresa de serveis.
Dels 2 establiments de servei als particulars que hi havia el 2009, 1 era un taller de reparació d'automòbils i de material agrícola i 1 electricista.
L'any 2000 a Vassens hi havia 3 explotacions agrícoles que ocupaven un total de 174 hectàrees.

## Poblacions més properes
El següent diagrama mostra les poblacions més properes.